# 四大自由 (油畫)
《四大自由》是美国画家诺曼·洛克威尔1943年创作的四幅系列油画，分别是《言论自由》、《信仰自由》、《免于匮乏的自由》及《免于恐惧的自由》，每幅均为116.2×90.2厘米左右，现存马萨诸塞州伯克夏县斯托克布里奇的诺曼·洛克威尔博物馆。标题意指美国总统富兰克林·德拉诺·罗斯福1941年1月的“四大自由”国情咨文，提出四项应该得到普遍保护的关键人权。四大自由后来纳入《大西洋宪章》，还写入《联合国宪章》。四幅画于1943年连续四周在《星期六晚邮报》刊登，并配有知名思想家的文章，之后又成为《邮报》和美国财政部巡展活动的亮点。展览和伴随的销售活动共计售出价值超过1.32亿美元的战争债券。
洛克威尔是20世纪中期最广为人知并且最受欢迎的商业艺术家，《四大自由》系列专业评价褒贬不一，但一直是洛克威尔最有名的画作，也是他职业生涯回顾美术览的核心作品。另据部分来源记载，《四大自由》还是发行量最大的画作，在邮局、学校、俱乐部、火车站和各种公共或半公共场所都曾是十分常见的展品。
与洛克威尔的大部分作品一样，评论家对《四大自由》看法褒贬不一。他的地域主义画作充满田园诗般的怀旧风格，一方面让他的插画颇为流行，另一方面也导致他在世期间从未成为艺术界公认的美术大师，这种观点至今仍然盛行。不过，《免于匮乏的自由》在美国社会结构中创造出持久的利基市场，画作本身也成为所谓“诺曼·洛克威尔式感恩节”的象征。

## 富兰克林·德拉诺·罗斯福的演说
罗斯福从政期间始终倡导人权事业。1941年1月6日，他在纳粹德国占领大部分西欧之际向国会发表国情咨文演说，呼吁美国公民通过各种方式支持战争。他在演说中表达对美好未来的憧憬，认为这样的未来需要四大自由为基础：“我们力求确保未来的安定，期望建立拥有四项人类基本自由的世界”，其中既有传统权利，又有新自由，分别是言论自由、信仰自由、免于匮乏的自由和免於恐懼的自由。
罗斯福在演说最后表示希望能在世界范围推行四大自由为代表的美式个人自由，此次演讲因此得名《四大自由演讲》。从另一个角度来说，演讲不但明确美国投身二战的目标，也表达总统对战后世界的期望。演说促使国会和全国人民清醒认识并投入这场可怕的战争，诉诸美国人民对自由的普遍信仰，阐明武装斗争的必要和思想目标。罗斯福无法单纯通过立法在国内实现四大自由，但它们却能成为美国军队参战的主题。四大自由中写入《美国宪法》（修正案）的只有言论和宗教信仰自由。

## 洛克威尔与第二次世界大战

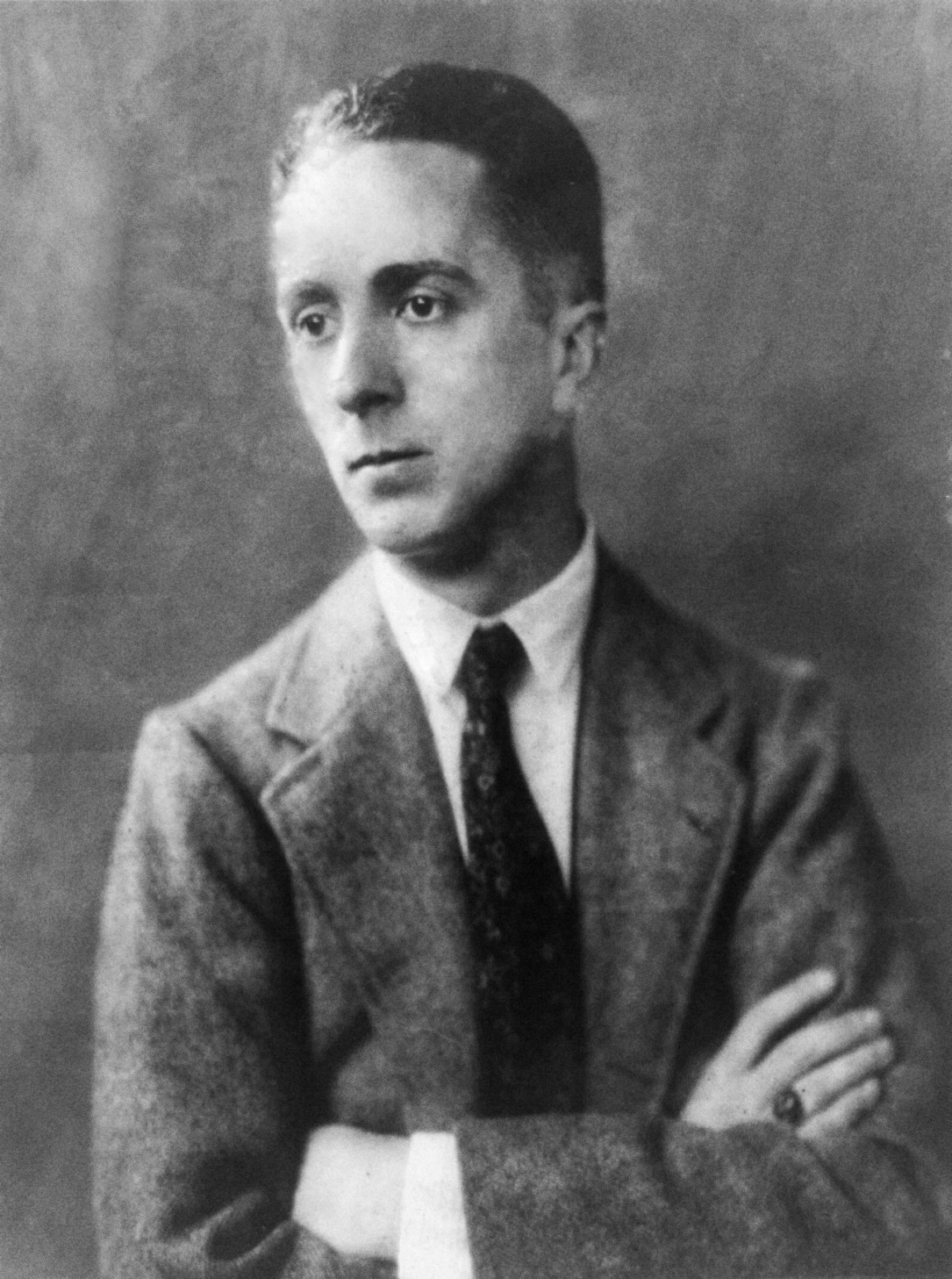
諾曼·洛克威爾（摄于1923年前）

《星期六晚邮报》曾是美国读者最多的杂志，洛克威尔从1916年开始为该杂志创作封面，到1963年12月16日纪念约翰·肯尼迪总统的封面为止共计达322份之多。进入电子时代前，量产杂志彩色插图是美国最流行的媒体形式，洛克威尔之名在国内家喻户晓，到了20世纪50年代，视觉艺术家中仅沃尔特·迪斯尼的知名度能与他一较短长。第一次世界大战期间，乔治·霍拉斯·洛里默（George Horace Lorimer）任《邮报》主编，他对洛克威尔的作品印象一般，多数情况下会选择更有名插图家的作品。1937年洛里默去世后，洛克威尔不再受到制约，并将创作《四大自由》插画视为千载难逢的机遇。
洛克威尔绘制的封面强调美国参战的人文意义，画中提倡购买战争债券，鼓励女人走上工作岗位，男人参军报国，所涉主题包括爱国主义、渴望、性别角色转换、团聚、爱、工作、社区和家庭。洛克威尔在战争期间为杂志绘制插画，部分来源把他和南北战争期间《哈珀斯周刊》（Harper's Weekly）的插画师温斯洛·霍默相比。
四大自由成为胜利艺术家联盟的重要主题，该联盟与其他多个艺术家团体一起向政府提供战争宣传画作，并赞助全球和平主题展览。
洛克威尔对政治不感兴趣，但主张“求同存异、礼貌友善，以及罗斯福阐述的四大自由”，坚信罗斯福主张的自由值得奋斗。除《四大自由》外，他还为支持战争创作许多画作，其中虚构战时人物威利·吉利斯（Willie Gillis）和铆钉女工主题画作最为著名，其他名作包括《战争新闻》（War News）和《返乡军人》（Homecoming Soldier）。他的许多海报都推动平民自掏腰包支援战争，如1943年的《赶快回家》（Hasten the Homecoming）。

## 创作历程
洛克威尔的《四大自由》包含《言论自由》、《信仰自由》、《免于匮乏的自由》和《免于恐惧的自由》四幅画作，分别于1943年2月20日和27日，3月6日和13日首发，各自搭配美国知名作家布斯·塔金顿、威尔·杜兰特、卡洛斯·卜娄杉和斯蒂芬·文森特·贝尼特（Stephen Vincent Benét）的文章。除《信仰自由》规格为116.8厘米×90.2厘米，另外三幅都是116.2厘米×90.2厘米。洛克威尔所有图作均采用真人模特儿，他从1935年开始大量使用真人模特儿的黑白照片，只是把这种做法一直保密到1940年才公布。洛克威尔要求的有些姿态模特儿只能维持很短时间，拍下照片后这就不成问题。照片还能扩展画家的创作角度，以《四大自由》为例，《言论自由》采用低切入点，《信仰自由》变成特写，《免于恐惧的自由》使用中距离视角，《免于匮乏的自由》换为广角。
1939年，洛克威尔从纽约州新罗谢尔移居佛蒙特州本宁顿县阿灵顿（Arlington），这里对艺术家十分友好，罗伯特·佛洛斯特、罗克韦尔·肯特（Rockwell Kent）和多萝西·坎菲尔德·费希尔（Dorothy Canfield Fisher）均在此定居。洛克威尔表示，搬离新罗谢尔主要是因为生活过于疲累。他在新罗谢尔生活期间离婚，而且身边的人放荡不羁，让他身不由己。画家约翰·卡尔顿·阿瑟顿（John Carlton Atherton）、米德·舍弗（Mead Schaeffer）和乔治·休斯（George Hughes）不久都步洛克威尔后尘来阿灵顿定居。洛克威尔和这里的其他画家相互帮衬，都愿意聘请当地居民担任业余模特儿。除聘请阿灵顿居民外，洛克威尔还使用照片创作，令画中人物“看起来像人”。洛克威尔的模特儿大多是工薪阶层，按小时计费，不像职业模特儿按天计算。他向模特儿支付的报酬处在中等水平，为《言论自由》和《信仰自由》共三次参与照片摄制的罗丝·霍伊特（Rose Hoyt）共赚得15美元（相当于2023年的279.71美元）。
1941年美国参战时，共有三个政府机构负责战时政治宣传：事实和数字办公室、应急管理办公室情报办、政府报告办公室。事实和数字办公室主要负责委聘艺术家创作艺术品，同时组建以国会图书馆馆长阿奇博尔德·麦克利什（Archibald MacLeish）为首的作家办。美国战时情报局在1942年中期认定，虽然事实和数字办公室已采用宣传册、海报、展览等各种媒体手段，但知悉罗斯福四大自由概念的公众仅有三分之一，而且能列举出四大自由最多只有两个百分点。考虑到四大自由是“教育美国人投身第二次世界大战的运动”，如此结果显然无法让政府满意。
1942年，洛克威尔在职业插画领域已有30年工作经验，职业道路正处稳定发展期，他创作的虚构人物吉利斯已近家喻户晓。洛里默从1898年起担任《星期六晚邮报》主编直至1936年，卫斯理·斯托特继任后共任职五年。1942年初，斯托特刊登文章《反犹起因》，导致部分广告商撤资、读者退订。同年流言称《邮报》身陷财政泥潭。不久，本·希本斯从斯托特手中接掌，并为杂志改头换面。
胜利艺术家联盟决定由洛克威尔负责为美国陆军军械部创作宣传品，他于1942年5月24日来到五角大楼，为自己设计的海报寻求批准，美国战争部副部长罗伯特·帕特森提出修改建议。洛克威尔当天还到战争部事实和数字办公室下属制图办与前现代艺术博物馆执行董事托马斯·马布里面谈，该办主要负责协调战争主题海报和广告牌。马布里告诉洛克威尔，政府需要“四大自由”主题艺术品。洛克威尔回到家后开始琢磨《大西洋宪章》，其中就有涉及四大自由的内容。
洛克威尔参加地方小镇会议时曾看到现场公民起身表达反对意见，虽然全场仅此一人反对，但众人仍然让他发言并以尊重的态度聆听。洛克威尔觉得这一幕很适合画成《言论自由》，决定就在阿灵顿邀请邻里担任模特儿，以罗斯福总统去年四大自由演讲为主题创作一系列鼓舞人心的海报。洛克威尔用三天时间绘制草图，有来源认为是炭笔画，也有来源声称是彩色草图。洛克威尔亲自前往华盛顿哥伦比亚特区，表示愿意免费为政府创作《四大自由》画作，此举充分体现他的爱国主义情操。六月中旬，他和舍弗一起把四幅草图带到首都并入住五月花酒店（Mayflower Hotel），希望能获政府委聘设计战时美术品。在此期间，美国童军出版负责人奥里恩·温福德（Orion Winford）找上洛克威尔，希望他像往年一样继续为童军年历贡献一幅新画。与帕特森的会谈情况不是很理想，洛克威尔于是前往新成立的美国战时情报局，但工作人员表示：“上次打战的时候是由你们这些插图家画海报，这回我们要找画家，真正的画家”。
6月16日，洛克威尔和舍弗在返回佛蒙特州的路上先抵达费城，与《星期六晚邮报》主编希本斯见面。许多来源认为洛克威尔没有事先计划此次会面，但实际情况已不可考。希布斯很喜欢《四大自由》的草图，表示只要洛克威尔能在两个月内完成，他愿意买下画作。随后《邮报》又在6月24日的信函中明确表示，可以出版洛克威尔和舍弗两人创作的系列绘画。6月26日，该报美术编辑詹姆斯·耶茨（James Yates）已将画作布局以及与罗斯福总统随笔共同发表的刊登方案通知洛克威尔。
这年夏天，洛克威尔过得很不安稳，其间一度有曼哈顿的肠胃病医生准备为他手术，具体病因不明但最后没有成行。此时他不但有其他杂志的委聘任务要完成，还有事涉第二复制权的业务问题。再加上此前已经答应为美国童军提供画作，时间紧迫的洛克威尔不得不使用各种借口避开其他会分散精力的任务。《星期六晚邮报》于十月派美术编辑来阿灵顿核查洛克威尔的创作进程，与此同时，战时情报局似乎又有意聘请洛克威尔，只不过制图办主任弗朗西斯·布伦南深感愤怒并极力反对。政府委聘洛克威尔后，战时情报局作家办甚至全体辞职，还在为此发布的新闻稿中断言，战时情报局完全由“高压宣传派”主导，“只想采用油滑的销售技巧，而非实事求是地传达信息。在这帮宣传派眼里，美国公民不过是不情不愿的愚蠢顾客。”此外，支持本·沙恩作品的派系还在战时情报局引发进一步动荡。沙恩的作品对普罗大众缺乏整体吸引力，所以没有在政治宣传品中采用。除洛克威尔外，还有多位艺术家获聘制作战时宣传品，其中包括让·卡鲁、杰拉德·霍迪克、雨果·巴林、沃尔特·罗素，罗素创作的四大自由纪念碑最终在纽约麦迪逊广场花园落户。
洛克威尔共花费七个月才完成《四大自由》，此时1942年已近尾声。据称，洛克威尔为完成这项工作瘦下约4.5公斤。盟军前线受挫的消息为令创作更显紧迫，为他的工作注入更多动力。画作模特儿包括《信仰自由》中虔诚的老太太哈灵顿夫人，以及四幅画作中都有露面、并以《免于恐惧的自由》中父亲形象最为著名的男子吉姆·马丁。这些画的创作目的在于提醒美国公民为何而战：为了言论和宗教信仰自由、免于匮乏的自由和免于恐惧的自由。朱红色是洛克威尔以往作品的代表色，但《四大自由》例外，均采用较为柔和的色调而且完全没有朱红色。
洛克威尔去世后，部分文献质疑政府是否真如他声称的那样缺乏鼓舞人心的信息公布。文中引述战时情报局官员托马斯·马布里1943年4月23日发出的函件，其中内容就令人颇为振奋。但是，负责政治宣传的三个政府机构在美军参战后长期各自为政，直至1942年6月13日才经总统行政命令在战时情报局领导下统一。此外，麦克利什领导的作家处一直面临很大压力，因为他们未能确保发布的信息足够明了，各种智商水平的人都能理解。
《四大自由》完成后先在西阿灵顿农民协会短暂展出，然后再发给《星期六晚邮报》出版社。画作于1943年1月抵达费城，并于2月初向罗斯福展示，《邮报》希望油画和文章都能得到总统认可。2月10日，罗斯福向洛克威尔寄出私人信件，同时向《邮报》发出正式表彰信，要求《邮报》将文章交由战时情报局译成其他语言，以便送给联合国的各国领袖。
四幅画均用全彩全版发布，每幅都附有标题相同的文章，出版顺序遵从罗斯福演说中各项自由的顺序。首先是2月20日的《言论自由》，其后分别是2月27日的《信仰自由》，3月6日《免于匮乏的自由》，以及3月13日《免于恐惧的自由》。经常为《邮报》写稿的作家很多，希布斯只需从中任选几位就能完成画作附文。

## 影响
《四大自由》出版后，《星期六晚邮报》收到数以百万计的再版请求。报社共生产2.5万套全彩画作和配文，以25美分（相当于2023年的4.4美元）成本价销售。据洛克威尔透露，战时情报局直至大批公众强烈要求后才制作250万套《四大自由》海报，截至二战结束已印刷400万套。《免于恐惧的自由》和《免于匮乏的自由》均在标题前增加“我们要为……而战”字样，《言论自由》和《信仰自由》则在标题前加上“保卫”，下方附有说明“购买战争债券”。此外，1946年的石版画上四幅画作标题前都有“我们要为……而战”字样。
除美国政府出版局发行的海报外，《四大自由》还被美国邮政署印成邮票，战争债券演出时提供的邮票和战争债券纪念封面上都有它们的身影。不过，1943年2月12日发行的一美分四大自由邮票是由其他画家创作1994年，邮政署值洛克威尔诞辰一百周年之际发行四枚50美分套装邮票，分别采用他创作的《四大自由》图案。《免于匮乏的自由》是1946年图书《插画家诺曼·洛克威尔》（Norman Rockwell, Illustrator）的封面，该书创作期间，洛克威尔“正是美国最炙手可热的插画家”。到了1972年，该书已六次再版。画作最初与罗斯福和美国参与二战密切相关，但后来已发展成教科書中的独立标志，与领带、文化和社会结构紧密相连。20世纪接近尾声时，已有2500万人购买洛克威尔的《四大自由》画作印刷品。
洛克威尔声称，《四大自由》系列的创作令他精神上十分疲惫，四幅画都需要严肃对待，“就像挖泥机一样把身上的能量挖走，令我头昏目弦，疲倦至极”。他接下来的任务是制作《邮报》1943年愚人节封面，与前作相比要轻松许多。
《四大自由》出版后，洛克威尔迎来各种委聘请求。马萨诸塞州联邦众议员伊迪丝·诺斯·罗杰斯（Edith Nourse Rogers）提出国会决议案，要求宣示第五种自由：“私营企业自由”。布朗西斯跨种族议会主席罗德里克·斯蒂芬斯（Roderick Stephens）要求洛克威尔创作强调改善族裔关系的系列画作，补充原版《四大自由》的缺失。两人为此沟通，洛克威尔后来在许多作品中涉足种族关系，但均非系列画作。

## 战争债券销售

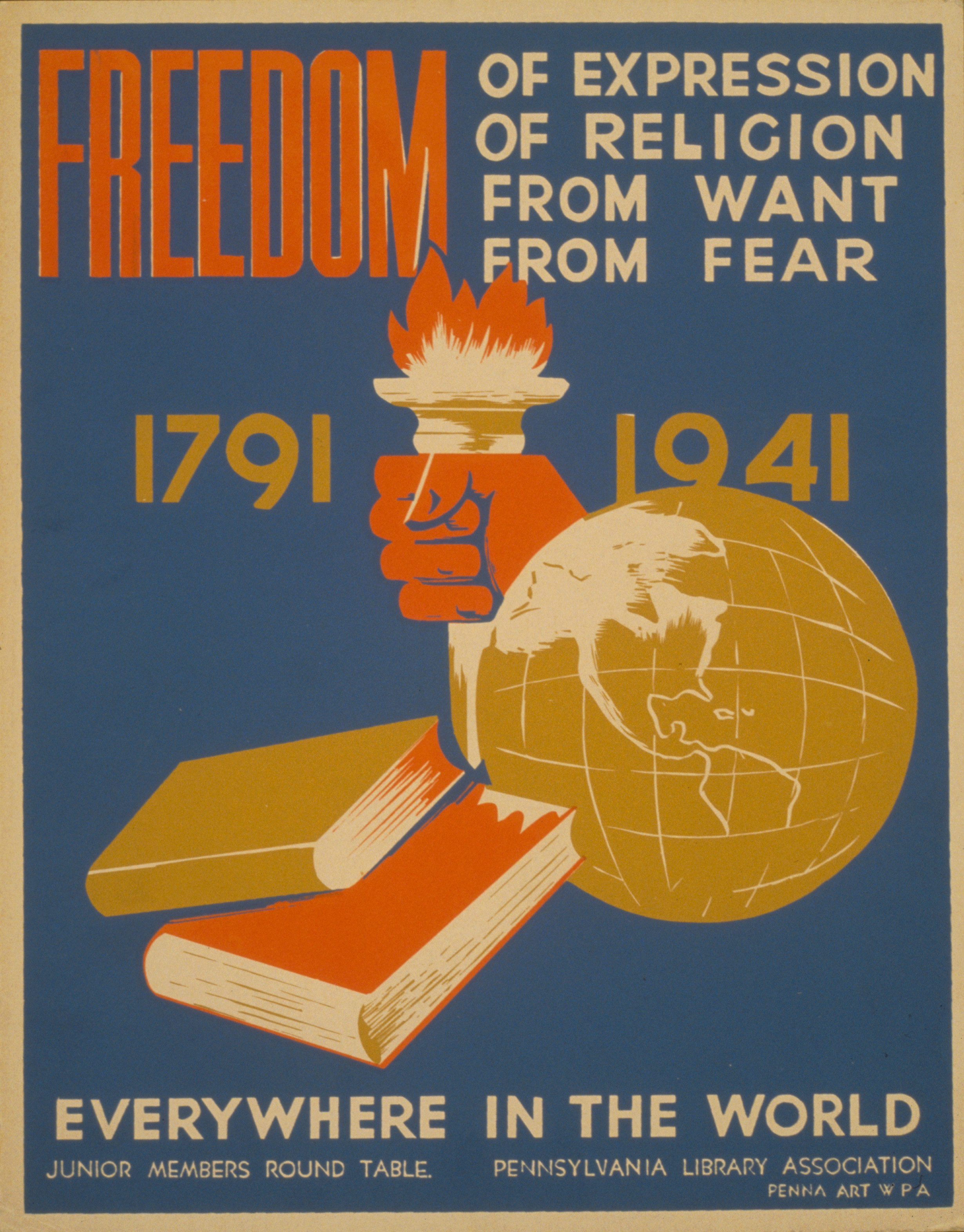
1941年宣传罗斯福总统四大自由的海报

1941至1946年，美国财政部共开展八次战争贷款活动，推动战争债券销售，为美军参战融资。政府采取包括航空母舰展在内的多种手段招标、宣传和营销，第七次活动还请来所有五星上将及其他军方最高等级将领（乔治·卡特莱特·马歇尔、德怀特·艾森豪威尔、道格拉斯·麦克阿瑟、杰克逊·多米尼克·阿诺德、恩斯特·金恩、切斯特·威廉·尼米兹和威廉·D·李海）现场呼吁，第八次则在债券上采用罗斯福总统的纪念图像，而且每次战争贷款活动采用的营销手段都不拘一格。
战争债券销售为公民支援战争提供机遇，是提升国民士气的关键。债券不但能宣传爱国主义，也是鼓舞民众支持战争的良好手段。社会名流愿意为债券免费宣传，各种媒体也投入大量时段和广告位置。首次战争贷款活动人称“胜利贷款”，由罗斯福和美国财政部长小亨利·摩根索在1942年初发起，共筹得130亿美元，虽然数额可观，但真正理解战争目标的美国民众仅占三成五。
1943年1至4月，《星期六晚邮报》和美国财政部合作计划第二次战争债卷销售活动，从华盛顿哥伦比亚特区的赫希特百货开始在全国各地巡回展出《四大自由》。成千上万的市民志愿为销售活动出力，《邮报》利用自身资源为巡展宣传。同年，《邮报》把《四大自由》捐给第二次战争贷款活动。债券营销由战时情报局牵头，好莱坞编剧动员会创作广播剧《自由世界剧场》（Free World Theater），采用全明星阵营演出，于1943年3月推出。战时情报局通过美国童军向40万家零售商提供《四大自由》海报，并且每天都收到两千份海报购买申请。
巡展于1943年4月26日从赫希特百货开始，洛克威尔出席并与政要及名流站在一起为提出要求的人签名。此后几天里，他在白宮等候室用炭笔素描人像。财政部长摩根索与《邮报》关系紧张，故未出席首次展览。首都的展览共持续11天，包含各式各样的庆祝活动，如每小时的宾客和艺人精选，合唱表演和部队展示等。第二站适逢费城斯特布奇和卡洛瑞尔百货（Strawbridge and Clothier）75周年，出场名流如鲍勃·霍普、冰·哥羅士比和威尔·杜兰特。6月4日，纽约洛克斐勒中心接棒并开展各种庆典，凯特·史密斯（Kate Smith）来到现场。6月19日，波士顿法林百货（Filene's）加入狂欢。此后活动先后转战水牛城（6月12日）、罗彻斯特（8月2日）和匹兹堡（9月8日），然后又在中西部的底特律（9月27日）、克利夫兰（10月25日）、芝加哥（11月11日）、圣路易斯（12月16日）和新奥尔良遍地开花，最后来到西部的达拉斯（1月27日）、洛杉矶（2月12日）、波特兰（3月27日）和丹佛（5月1日）。
购买债券者可以得到《四大自由》全彩复印套装，整个活动共行经16个城市，各界名流、公务员和艺人现场助兴，全美约有120万人前来欣赏画作，推动售出1.32亿美元战争债券。《纽约客》于1945年发文，称《四大自由》很可能是美国美术史上公众态度最热情的画作。洛克威尔成为许多人眼中推动美国公民为战争贡献力量的大功臣。不过，这次巡展持续长达一年，洛克威尔仅在能为其他事务提供方便时才会加入活动队伍。

## 专业评价
迈克尔·凯利（Michael Kelly）认为，洛克威尔属于“典型的中庸水平美国艺术家”。与传统的美术画家相比，洛克威尔更接近插画家。虽然大部分作品都采用绘画风格，但创作目的基本是为后面的大量复制做准备，而且有意通过详实的叙事风格向观众传达中心思想。此外，洛克威尔的绝大多数作品都是通过复制品展示，与他同时代的观众几乎都没见过原作。洛克威尔的新英格兰小镇现实主义画风相对小众，人称地域主义（Regionalism），部分评论认为这种风格与当时盛行的抽象现代艺术格格不入。有观点认为，他的现实主义风格过于直接，以至自认不该拥有艺术版权。洛克威尔厌恶大城市生活，为此《纽约时报》美术评论员约翰·卡纳迪（John Canaday）一度称他是“乡巴佬版伦勃朗”。戴夫·希基（Dave Hickey）觉得洛克威尔的创作缺乏真情实感，还有评论认为，面对大萧条之类美国现实生活中的残酷事实，他的感伤和怀旧视角仿若无病呻吟。黛博拉·所罗门（Deborah Solomon）表示，洛克威尔的作品虽“以崇高的公民原则为基础，”但却刻意避开投身战场的爱国者，聚焦“公民或家庭仪式”之类“象征场面”来呈现主题。
《星期六晚邮报》主编希布斯把《四大自由》同独立厅上的钟楼相提并论，自称每天从办公室窗户看到钟楼时都颇受鼓舞，洛克威尔的画作也有同样效果。罗斯福在信中肯定画家的高超技艺，称赞他把四大自由背后朴素的日常真理传达给千家万户，感谢洛克威尔与他人一起为建立更自由、更幸福的世界贡献力量。罗斯福还致信《邮报》，称他还是首次从图像上看到囊括四大自由的坚定美国价值观。总统在信中表扬画作附文“能让所有读者深受鼓舞，并且更加深切地理解我们努力保护的生活方式”。
《四大自由》很可能是洛克威尔最富盛名的作品。部分评论认为四幅画在艺术角度而言不够成熟，另有评论指出，《信仰自由》会导致部分信仰人士心生不安。评论员批评洛克威过分理想化美国生活，只凭记忆或期望描绘富足、健康和快乐，刻意逃避苦难、贫困和社会动荡，美式生活中的丑恶一面未获体现。作者本人对此表示：“我按期望描绘生活”。洛克威尔曾毫不掩饰地表示，希望《四大自由》能够成为世人眼中的杰作，但现实与理想终究划不上等号。不过，他对画作赢得的公众认可十分满意，而且很高兴《四大自由》能够为如此崇高的爱国目标贡献力量。劳拉·克拉里奇（Laura Claridge）认为，洛克威尔后来以“安静的小场面”闻名，如果能以同样角度创作《四大自由》，那么杰作的梦想或许就不再只是梦想。
四幅画作的创作目标都是在战时促进爱国主义，但《免于匮乏的自由》的作用不仅于此。画作充满田园诗般的洛克威尔式感恩节氛围，描绘老年夫妇将肥大火鸡端上坐满年轻后辈的餐桌，成为家庭和睦，和平，富足的重要象征，可与圣诞节霍尔马克卡片相提并论。有评论认为，《四大自由》未能达到“寻常处见功力，细微处见真章”的高度，因为画面传达的信息太过繁琐和嘈杂。
《四大自由》在商业领域颇为成功，这一定程度上是因为每幅画公众都能理解，同时也因为他在画中沿用团结、尊敬等历久弥新的美国文化价值观，并利用象征手法确保广大受众能够理解画作。与同期美术作品相比，《四大自由》在艺术复杂程度上极其浅薄，与抽象艺术截然相反，同超现实主义更是风马牛不相及。
1999年，高等艺术博物馆（High Museum of Art）和诺曼·洛克威尔博物馆合作推出首届洛克威尔职业生涯全方位展览，首先于11月6日在高等艺术博物馆开幕，先后在芝加哥历史学会（Chicago Historical Society）、科科伦艺术馆、圣地亚哥艺术博物馆（San Diego Museum of Art）、凤凰城艺术博物馆（Phoenix Art Museum）和诺曼·洛克威尔博物馆展出，最后于2002年2月11日抵达所罗门·古根汉美术馆。虽然洛克威尔长年不获评论界待见，但“诺曼·洛克威尔：美国人民的画像”巡回展览的参观人数仍然创下新纪录，专业评论可谓青眼有加。画作的怀旧风格似乎在美术界引发修正主义思潮，《纽约时报》对此表示：“奇怪的是，美术界热烈欢迎此时展览，仿佛致身修正主义泡沫，全面放下身段拥抱往日遭受谴责的内容，认可那位以插画家之名自嘲的画家舒适而又平易近人的创作视野。”
大部分观众对《四大自由》感到满意，但也有部分人士感觉内容有些敷衍。《纽约客》在画作面世两年后发文称，《四大自由》“很可能是美国美术史上公众态度最热情的画作”。克拉里奇指出，《四大自由》是“总和大于部分”的典范，其激励效果一定程度上源自各幅画作的累积。

## 传承
1943至1944年的战争债券促销活动结束后，《四大自由》又装进特别设计的车厢，挂上火车周游全美。20世纪50年代，《四大自由》一直挂在《星期六晚邮报》主编希布斯的办公室。希布斯于1961年退休，《邮报》在1969年停办，原作回到作者手中。1973年，洛克威尔设立信托，决定把个人收藏品赠送诺曼·洛克威尔博物馆，用于“推进美术鉴赏和美术教育”。收藏品中包含《四大自由》，在此持续展览近四分之一个世纪。1993年博物馆搬迁后，《四大自由》在新址的中央画廊展出。截至2020年7月，《四大自由》仍在该博物馆收藏。2011年，威廉斯敦艺术保护中心（Williamstown Art Conservation Center）采用多种手段保护画作，如缩减暴露部分，防止进一步磨损等。

## 展览
除1943年开始在16个城市大量展示，为第二次战争贷款活动摇旗呐喊外，《四大自由》后来还参与许多展览。“诺曼·洛克威尔：美国人民的画像”巡回展览于1999年11月至2002年2月先后在七个城市举行，全方位展示画家的职业生涯，《四大自由》是展览重要卖点。接下来四幅画又抵达科科伦艺术馆，参加2004年国家二战纪念碑开放展。此外，美国童军值画作五十周年之际在1993年出版《四大自由》主题图书，全书共有144页。
许多画家围绕罗斯福的四大自由主题作画，向洛克威尔的作品致敬。2008年，60位艺术家在佛罗里达国际大学沃尔夫森博物馆（Wolfsonian-FIU）展出80幅作品，呈现他们眼中的《四大自由》。洛克威尔的画作对托马斯·金卡德（Thomas Kinkade）影响显著，后者在自家作品中采用不同符号表达类似主题。

### 脚注
1. 1 2  Schick 2009，第221頁.
2. 1 2 3 4 5 6  Rosenkrantz 2006.
3. 1 2 3 4 5 6 7  Hennessey & Knutson 1999，第95頁.
4. ↑  Boyd 2012，第12頁.
5. ↑  Kern 2007，第287頁.
6. 1 2 3  President Franklin Roosevelt's Annual Message (Four Freedoms) to Congress (1941) & National Archives and Records Administration.
7. 1 2 3 4 5  Hennessey & Knutson 1999，第102頁.
8. ↑  Collins et al. 1983，第115頁.
9. 1 2 3 4 5 6 7  Wright 2007，第122–123頁.
10. 1 2 3  Van Gelder 2000.
11. 1 2 3 4 5 6  Guptill 1972，第140頁.
12. 1 2 3 4 5 6 7  Plagens 1999.
13. 1 2  Dempsey 2002，第165頁.
14. 1 2  The "Four Freedoms" Franklin D. Roosevelt's Address to Congress January 6, 1941, Chapter 36 & W. W. Norton Publishing.
15. 1 2  Four Freedoms & National Archives and Records Administration.
16. ↑  Fins 2008.
17. ↑  Cole 2009.
18. ↑  And that's the way it was: February 20, 1943 & Columbia Journalism Review.
19. ↑  DiStefano 2012.
20. ↑  Hennessey & Knutson 1999，第143頁.
21. 1 2  Norman Rockwell Magazine Covers Complete List - Part Six: 1940 to 1980 & Best Norman Rockwell Art.com.
22. 1 2  Hughes 1997，第508–509頁.
23. 1 2 3  Claridge 2001，第306頁.
24. ↑  Norman Rockwell's Wartime Covers & Atwater Kent Museum of Philadelphia.
25. ↑  Boucher 2004.
26. ↑  Murray & McCabe 1993，第40頁.
27. ↑  Murray & McCabe 1993，第41頁.
28. 1 2  Murray & McCabe 1993，第42頁.
29. 1 2  Claridge 2001，第304頁.
30. 1 2 3  Michener Art Museum Pairs Famed American Illustrators Rockwell and Hargens for Fall Exhibitions in New Hope & The James A. Michener Art Museum.
31. ↑  The Story of America: Over 150 Momentous Events Depicted in Great American Art, Sustaining Vision & Country Beautiful Corporation，第178–179頁.
32. ↑  Norman Rockwell's Four Freedoms & The Countryman Press.
33. ↑  Schick 2009，第17頁.
34. 1 2 3 4  Schick 2009，第19頁.
35. ↑  Schick 2009，第18頁.
36. ↑  Murray & McCabe 1993，第12頁.
37. ↑  Schick 2009，第20頁.
38. 1 2  Consumer Price Index & Federal Reserve Bank of Minneapolis.
39. ↑  Murray & McCabe 1993，第48頁.
40. 1 2  Olson 1981.
41. ↑  Murray & McCabe 1993，第13頁.
42. ↑  Murray & McCabe 1993，第15頁.
43. ↑  Murray & McCabe 1993，第22頁.
44. 1 2  Murray & McCabe 1993，第73頁.
45. ↑  Murray & McCabe 1993，第18頁.
46. ↑  Solomon 2013，第201頁.
47. 1 2 3 4  Solomon 2013，第202頁.
48. ↑  Norman Rockwell in the 1940s: A View of the American Homefront & Norman Rockwell Museum.
49. 1 2 3 4  Hennessey & Knutson 1999，第96頁.
50. 1 2  Murray & McCabe 1993，第21頁.
51. 1 2 3 4  Marling 2001，第21頁.
52. ↑  Solomon 2013，第203頁.
53. ↑  Murray & McCabe 1993，第26頁.
54. 1 2 3  Solomon 2013，第204頁.
55. 1 2  Claridge 2001，第305頁.
56. ↑  Claridge 2001，第307頁.
57. ↑  Claridge 2001，第308頁.
58. 1 2  Solomon 2013，第205頁.
59. ↑  Murray & McCabe 1993，第49頁.
60. 1 2 3  Murray & McCabe 1993，第77頁.
61. ↑  Hennessey & Knutson 1999，第100頁.
62. ↑  Inazu 2012，第71頁.
63. ↑  Four Freedoms Monument & Museum of Florida History.
64. 1 2 3 4  Art: I Like To Please People & Time.
65. ↑  Claridge 2001，第309頁.
66. ↑  Guptill 1972，第xxviii頁.
67. ↑  Murray & McCabe 1993，第50頁.
68. 1 2  Murray & McCabe 1993，第51頁.
69. 1 2  Murray & McCabe 1993，第59頁.
70. 1 2  Murray & McCabe 1993，第60頁.
71. 1 2 3 4 5  Murray & McCabe 1993，第61頁.
72. ↑  Murray & McCabe 1993，第62頁.
73. ↑  Ours to fight for–freedom from want & Unifying a Nation: World War II Posters from the New Hampshire State Library.
74. ↑  Ours to fight for–freedom from fear & Unifying a Nation: World War II Posters from the New Hampshire State Library.
75. ↑  Save freedom of speech & Unifying a Nation: World War II Posters from the New Hampshire State Library.
76. ↑  Save freedom of worship & Unifying a Nation: World War II Posters from the New Hampshire State Library.
77. ↑  Rockwell's Four Freedoms & Library of Congress.
78. 1 2 3 4 5 6 7  Claridge 2001，第313頁.
79. ↑  Meggs & Paine 2000，第8頁.
80. ↑  Kronish 1994.
81. 1 2  Guptill 1972，第vi, 140–149頁.
82. ↑  Murray & McCabe 1993，第65頁.
83. ↑  Murray & McCabe 1993，第66頁.
84. ↑  U.S. At War: For a United People & Time.
85. ↑  FISCAL: Mission: Bond Sales & Time.
86. ↑  People: Just Deserts & Time.
87. ↑  FISCAL: The Carrot, the Stick & Time.
88. 1 2  Murray & McCabe 1993，第70頁.
89. 1 2  Murray & McCabe 1993，第71頁.
90. ↑  Murray & McCabe 1993，第69頁.
91. ↑  Murray & McCabe 1993，第72頁.
92. ↑  Dungan 2009.
93. ↑  Murray & McCabe 1993，第74頁.
94. ↑  Murray & McCabe 1993，第78頁.
95. 1 2  Murray & McCabe 1993，第80頁.
96. 1 2  Murray & McCabe 1993，第79頁.
97. 1 2  Murray & McCabe 1993，第85頁.
98. ↑  Murray & McCabe 1993，第86頁.
99. ↑  Murray & McCabe 1993，第87頁.
100. ↑  Murray & McCabe 1993，第88頁.
101. ↑  Murray & McCabe 1993，第90–91頁.
102. 1 2  Claridge 2001，第314頁.
103. ↑  Kelly 1992，第21頁.
104. ↑  Canaday 1972，第48頁.
105. ↑  Norman Rockwell's New England & The New York Times.
106. ↑  Art: Docents' Duties & Time.
107. ↑  Art: The U.S. & the United Nations & Time.
108. ↑  Hennessey & Knutson 1999，第4頁.
109. ↑  Green 2001，第94頁.
110. ↑  Murray & McCabe 1993，第96頁.
111. 1 2 3  Collections & Norman Rockwell Museum.
112. ↑  Murray & McCabe 1993，第98頁.
113. ↑  Grimes 1993，第11頁.
114. ↑  Table of Contents & Norman Rockwell Museum.
115. ↑  Norman Rockwell Museum Protects The Four Freedoms (Literally) with New Acrylic Glazing & Norman Rockwell Museum.
116. ↑  Vangelova 2004.
117. ↑  Piasky 1998.
118. ↑  Cave 2008.
119. ↑  Boylan 2011，第76頁.

### 书籍
- Claridge, Laura. . . Random House. 2001: 303–314  [2020-08-08]. ISBN 0-375-50453-2.
- Collins, Judith; Welchman, John; Chandler, David; Anfam, David A. . . Chartwell Books Inc. 1983: 115  [2020-08-08]. ISBN 0-89009-673-2.
- Dempsey, Amy. . . Harry N. Abrams, Inc. 2002: 165. ISBN 0-8109-4172-4.
- Guptill, Arthur L.  first & seventh. Watson-Guptill Publications. 1972: vi, 140–149.
- Hennessey, Maureen Hart; Knutson, Anne. . . Harry N. Abrams, Inc. with High Museum of Art and Norman Rockwell Museum. 1999  [2020-08-08]. ISBN 0-8109-6392-2.
- Hughes, Robert. . . Alfred A. Knopf. 1997: 508–509  [2020-08-08]. ISBN 0-679-42627-2.
- Murray, Stuart; McCabe, James. . Gramercy Books. 1993. ISBN 0-517-20213-1.
- Schick, Ron. . Little, Brown and Company. 2009. ISBN 978-0-316-00693-4.
- Solomon, Deborah. . . Farrar, Straus and Giroux. 2013: 201–220  [2020-08-08]. ISBN 978-0-374-11309-4.
- Wright, Tricia. . . HarperCollins Publishers. 2007: 122–123  [2020-08-08]. ISBN 978-0-06-089124-4.
- . . Country Beautiful Corporation. 1976: 178–179. ISBN 0-87294-047-0.
- Boyd, Kirk. . ReadHowYouWant. 2012: 12  [2020-08-08]. ISBN 1-4596-2515-3. （原始内容存档于2020-08-20）.
- Kern, Gary. . Enigma Books. 2007: 287  [2020-08-08]. ISBN 1-929631-73-1. （原始内容存档于2020-08-20）.
- Inazu, John D. . Yale University Press. 2012: 71  [2020-08-09]. ISBN 0-300-17315-6. （原始内容存档于2020-08-20）.
- Meggs, Philip B.; Paine, Howard E.;  et al. . Norman Rockwell Museum. 2000: 8. ASIN B001BHDYPY.

### 报纸和杂志
- Van Gelder, Lawrence. . The New York Times. 2000-06-12  [2020-08-08]. （原始内容存档于2020-06-15）.
- Plagens, Peter. . Newsweek. 1999-11-15  [2020-08-08]. （原始内容存档于2019-04-12）.
- Cole, Bruce. . The Wall Street Journal. 2009-10-10  [2020-08-09]. （原始内容存档于2014-12-29）.
- DiStefano, Joseph N. . Philadelphia Inquirer. 2012-12-20  [2020-08-09]. （原始内容存档于2016-01-26）.
- Marling, Karal Ann. . The New York Times. 2001-10-14  [2020-08-09]. （原始内容存档于2020-08-01）.
- Cave, Damien. . The New York Times. 2008-07-09  [2020-08-09]. （原始内容存档于2021-01-03）.
- Vangelova, Luba. . The New York Times. 2004-03-28  [2020-08-09]. （原始内容存档于2015-05-28）.
- Grimes, William. . The New York Times. 1993-06-13  [2020-08-09]. （原始内容存档于2020-08-01）.
- . Time. 1945-06-04  [2020-08-09]. （原始内容存档于2016-08-26）.
- Green, Penelope. . The New York Times. 2001-10-28  [2020-08-09]. （原始内容存档于2020-08-03）.
- Solomon, Deborah. . The New York Times. 2013-11-01  [2020-08-09]. （原始内容存档于2020-06-27）.
- Canaday, John. . The New York Times. 1972-03-23: 48  [2020-08-09]. （原始内容存档于2020-08-09）.
- . Time. 1943-06-21  [2020-08-10]. （原始内容存档于2020-08-03）.
- Kelly, Michael. . The New York Times. 1992-07-12  [2020-08-10]. （原始内容存档于2016-03-13）.
- Kronish, Syd. . Deseret News. Associated Press. 1994-08-19  [2020-08-10]. （原始内容存档于2020-08-20）.
- . Time. 1945-05-28  [2020-08-10]. （原始内容存档于2019-12-23）.
- . Time. 1945-05-21  [2020-08-10]. （原始内容存档于2016-08-26）.
- . Time. 1945-05-28  [2020-08-10]. （原始内容存档于2019-10-20）.
- . Time. 1943-10-04  [2020-08-10]. （原始内容存档于2016-08-26）.
- . Time. 1948-06-28  [2020-08-10]. （原始内容存档于2016-06-29）.

### 网页和新闻稿
- Rosenkrantz, Linda. . The Repository. Canton, Ohio. 2006-11-13  [2008-06-22]. （原始内容存档于2008-06-22）.
- . National Archives and Records Administration.   [2020-08-08]. （原始内容存档于2020-07-17）.
- Congressional Record, 1941, Vol. 87, Pt. I. according to . W. W. Norton Publishing. 1997-02-04  [2020-08-08]. （原始内容存档于2020-07-11）.
- . National Archives and Records Administration.   [2020-08-09]. （原始内容存档于2020-07-31）.
- Fins, Joseph J. . The Hastings Center. 2008-02-08  [2018-08-15]. （原始内容存档于2018-08-15）.
- . Best Norman Rockwell Art.com.   [2020-08-09]. （原始内容存档于2020-07-31）.
- . Columbia Journalism Review. 2013-02-20  [2020-08-09]. （原始内容存档于2020-08-03）.
- (新闻稿). Atwater Kent Museum of Philadelphia.   [2009-08-11]. （原始内容存档于2009-08-11）.
- Boucher, Justin M. . Yale-New Haven Teachers Institute, Yale University. 2004-03  [2020-08-09]. （原始内容存档于2020-08-20）. |volume=被忽略 (帮助)
- (新闻稿). The James A. Michener Art Museum. 2007-08-08  [2020-08-09]. （原始内容存档于2012-05-22） –artdaily.
- . The Countryman Press.   [2015-11-17]. （原始内容存档于2015-11-17）.
- . Federal Reserve Bank of Minneapolis.   [2020-08-09]. （原始内容存档于2020-06-19）.
- Olson, Lester C. . Education Resource Information Center. United States Department of Education. 1981-04  [2020-08-09]. （原始内容存档于2016-08-27）.
- . Norman Rockwell Museum.   [2020-08-09]. （原始内容存档于2007-07-20）.
- . Museum of Florida History. Florida Department of State.   [2016-06-24]. （原始内容存档于2016-06-24）.
- . Unifying a Nation: World War II Posters from the New Hampshire State Library. New Hampshire State Library.   [2020-08-09]. （原始内容存档于2020-08-03）.
- . Unifying a Nation: World War II Posters from the New Hampshire State Library. New Hampshire State Library.   [2020-08-09]. （原始内容存档于2020-07-10）.
- . Unifying a Nation: World War II Posters from the New Hampshire State Library. New Hampshire State Library.   [2020-08-09]. （原始内容存档于2020-07-09）.
- . Unifying a Nation: World War II Posters from the New Hampshire State Library. New Hampshire State Library.   [2020-08-09]. （原始内容存档于2020-07-07）.
- Piasky, Jeff (ed.). . Scouting Magazine. Boy Scouts of America. 1998-10  [2020-08-09]. （原始内容存档于2020-07-31）.
- Boylan, Alexis L. . Duke University Press Books. 2011: 76  [2020-08-09]. ISBN 0-8223-4852-7. （原始内容存档于2020-08-20）.
- . Norman Rockwell Museum. 2012-09-06  [2020-08-09]. （原始内容存档于2020-07-07）.
- . Library of Congress. 2003-04-09  [2016-10-19]. （原始内容存档于2016-10-19）.
- . Norman Rockwell Museum.   [2016-09-14]. （原始内容存档于2016-09-14）.
- Dungan, Tracie. . Rosie The Riveter Trust. 2009-06-09  [2013-05-29]. （原始内容存档于2013-05-29）.
- . Norman Rockwell Museum.   [2020-08-10]. （原始内容存档于2020-08-02）.